# Primera División de México 1972-73
La temporada 1972-73 fue la edición XXXI del campeonato de liga de la Primera División en la denominada "época profesional" del fútbol mexicano. Comenzó el 28 de septiembre de 1972 y finalizó el 19 de junio de 1973 con el desempate de la final entre Cruz Azul y León, siendo campeón el equipo celeste por segunda vez consecutiva, revalidando el título logrado en la edición previa. El campeonato fue dividido en dos grupos de nueve equipos cada uno; al final del torneo los líderes y sublíderes de cada grupo se enfrentaron en una serie de ida y vuelta a modo de eliminatoria.
Recordado popularmente como La Batalla de Puebla (en referencia al hito histórico ocurrido en México en 1862), el encuentro final disputado en el Estadio Cuauhtémoc de la ciudad de Puebla tuvo varios conatos de bronca entre los equipos, que propiciaron un par de expulsiones (una por equipo). Siendo nuevamente figura el guardameta Miguel Marín, quien mantuvo el empate sobre el final del partido (con goles de Javier Guzmán y Roberto Salomone), el encuentro se decidió con un autogol de Jorge Davino en el tiempo extra, convirtiéndose en la final de liga más larga en la historia del fútbol mexicano.

## Sistema de competencia
Los dieciocho participantes fueron divididos en dos grupos de nueve equipos cada uno; todos disputan la fase regular bajo un sistema de liga, es decir, todos contra todos a visita recíproca; con un criterio de puntuación que otorga dos unidades por victoria, una por empate y cero por derrota. 
Clasifican a la disputa de la fase final por el título, el primer y segundo lugar de cada grupo. Los equipos clasificados son sembrados en duelos cruzados, es decir el primero de un grupo contra el segundo de otro. Las semifinales y la final serán jugadas a dos partidos con visita recíproca, recibiendo el juego de vuelta el equipo que haya finalizado en mejor posición de la tabla general; el criterio de definición será el marcador global al final de los dos duelos.
En caso de concluir las series empatadas en el marcador global, se procedería a un partido de desempate entre ambos conjuntos en una cancha neutral predeterminada al inicio del torneo; de terminar en empate dicho duelo, se alargaría a la disputa de dos tiempos extras de 15 minutos cada uno, y posteriormente tiros desde el punto penal, hasta que se produjera un ganador.
Bajo este mismo formato se desarrolló la liguilla por el no descenso, que enfrentaría a los cuatro equipos que ocupen las dos últimas posiciones de sus grupos.
Los criterios de desempate para definir todas las posiciones serían la diferencia de goles entre tantos anotados y los recibidos, después se consideraría el gol average o promedio de goles y finalmente la cantidad de goles anotados.

## Equipos participantes

### Ascensos y descensos
| Pos | Ascendido de la Segunda División 1971-72 |
| --- | ---------------------------------------- |
| 1.º | Atlas                                    |

| Pos | Descendido en la Primera División 1971-72 |
| --- | ----------------------------------------- |
| 18° | Irapuato                                  |

### Equipos por entidad federativa
En la temporada 1972-1973 jugaron 18 equipos que se distribuían de la siguiente forma:
| Monterrey San Luis Jalisco Atlas Guadalajara León A. Español Puebla Laguna Torreón Toluca Veracruz Pachuca América Atlante Cruz Azul UNAM Zacatepec | \| Entidad Federativa \| N.º \| Equipos \| \| ------------------ \| --- \| ---------------------------------------------------- \| \| Distrito Federal \| 5 \| América, Atlante, Cruz Azul, UNAM y Atlético Español \| \| Jalisco \| 3 \| Atlas, Jalisco y Guadalajara \| \| Coahuila \| 2 \| Laguna y Torreón \| \| Guanajuato \| 1 \| León \| \| Estado de México \| 1 \| Toluca \| \| Nuevo León \| 1 \| Monterrey \| \| Morelos \| 1 \| Zacatepec \| \| Puebla \| 1 \| Puebla \| \| Estado de Hidalgo \| 1 \| Pachuca \| \| San Luis Potosí \| 1 \| San Luis \| \| Veracruz \| 1 \| Veracruz \| |                                                      |
| Entidad Federativa | N.º | Equipos                                              |
| Distrito Federal | 5 | América, Atlante, Cruz Azul, UNAM y Atlético Español |
| Jalisco | 3 | Atlas, Jalisco y Guadalajara                         |
| Coahuila | 2 | Laguna y Torreón                                     |
| Guanajuato | 1 | León                                                 |
| Estado de México | 1 | Toluca                                               |
| Nuevo León | 1 | Monterrey                                            |
| Morelos | 1 | Zacatepec                                            |
| Puebla | 1 | Puebla                                               |
| Estado de Hidalgo | 1 | Pachuca                                              |
| San Luis Potosí | 1 | San Luis                                             |
| Veracruz | 1 | Veracruz                                             |

### Información de los equipos
| Nombre                 | Sede                     | Estadio                |
| ---------------------- | ------------------------ | ---------------------- |
| América (AME)          | Ciudad de México         | Azteca                 |
| Atlante (ATT)          | Ciudad de México         | Azteca                 |
| Atlas (ATS)            | Guadalajara, Jalisco     | Jalisco                |
| Atlético Español (AES) | Ciudad de México         | Azteca                 |
| Cruz Azul (CAZ)        | Ciudad de México         | Azteca                 |
| Guadalajara (GDL)      | Guadalajara, Jalisco     | Jalisco                |
| Jalisco (JAL)          | Guadalajara, Jalisco     | Jalisco                |
| Laguna (LAG)           | Torreón, Coahuila        | San Isidro             |
| León (LEO)             | León, Guanajuato         | León                   |
| Monterrey (MTY)        | Monterrey, Nuevo León    | Tecnológico            |
| Pachuca (PAC)          | Pachuca, Hidalgo         | Revolución Mexicana    |
| Puebla (PUE)           | Puebla, Puebla           | Cuauhtémoc             |
| San Luis (SNL)         | San Luis Potosí, S.L.P.  | Plan de San Luis       |
| Toluca (TOL)           | Toluca, Estado de México | Toluca 70              |
| Torreón (TOR)          | Torreón, Coahuila        | Moctezuma              |
| U.N.A.M. (UNA)         | Ciudad de México         | Olímpico Universitario |
| Veracruz (VER)         | Veracruz, Veracruz       | Veracruzano            |
| Zacatepec (ZAC)        | Zacatepec, Morelos       | Agustín Coruco Díaz    |

## Grupos

### Grupo 1
| Pos. | Equipo           | Pts. | PJ | G  | E  | P  | GF | GC | Dif. | Clasificación               |
| ---- | ---------------- | ---- | -- | -- | -- | -- | -- | -- | ---- | --------------------------- |
| 1    | Cruz Azul (C)    | 46   | 34 | 19 | 8  | 7  | 60 | 37 | +23  | Semifinales de la liguilla  |
| 2    | Atlético Español | 36   | 34 | 12 | 12 | 10 | 43 | 43 | 0    | Semifinales de la liguilla  |
| 3    | UNAM             | 35   | 34 | 14 | 7  | 13 | 37 | 32 | +5   |                             |
| 4    | Puebla           | 33   | 34 | 12 | 9  | 13 | 46 | 46 | 0    |                             |
| 5    | Guadalajara      | 32   | 34 | 10 | 12 | 12 | 38 | 39 | −1   |                             |
| 6    | Monterrey        | 32   | 34 | 10 | 12 | 12 | 31 | 38 | −7   |                             |
| 7    | Veracruz         | 32   | 34 | 10 | 12 | 12 | 41 | 51 | −10  |                             |
| 8    | Zacatepec        | 28   | 34 | 8  | 12 | 14 | 41 | 50 | −9   | Liguilla por el no descenso |
| 9    | Pachuca (D)      | 24   | 34 | 9  | 6  | 19 | 40 | 68 | −28  | Liguilla por el no descenso |

 Fuente: RSSSF

### Grupo 2
| Pos. | Equipo   | Pts. | PJ | G  | E  | P  | GF | GC | Dif. | Clasificación               |
| ---- | -------- | ---- | -- | -- | -- | -- | -- | -- | ---- | --------------------------- |
| 1    | León     | 44   | 34 | 18 | 8  | 8  | 59 | 34 | +25  | Semifinales de la liguilla  |
| 2    | Atlas    | 44   | 34 | 18 | 8  | 8  | 63 | 38 | +25  | Semifinales de la liguilla  |
| 3    | América  | 42   | 34 | 13 | 16 | 5  | 52 | 33 | +19  |                             |
| 4    | Toluca   | 39   | 34 | 13 | 13 | 8  | 51 | 39 | +12  |                             |
| 5    | Atlante  | 32   | 34 | 9  | 14 | 11 | 40 | 47 | −7   |                             |
| 6    | Jalisco  | 31   | 34 | 12 | 7  | 15 | 45 | 57 | −12  |                             |
| 7    | San Luis | 29   | 34 | 9  | 11 | 14 | 49 | 57 | −8   |                             |
| 8    | Torreón  | 27   | 34 | 9  | 9  | 16 | 37 | 54 | −17  | Liguilla por el no descenso |
| 9    | Laguna   | 26   | 34 | 8  | 10 | 16 | 36 | 46 | −10  | Liguilla por el no descenso |

 Fuente: RSSSF

## Tabla general
| Pos. | Equipo           | Pts. | PJ | G  | E  | P  | GF | GC | Dif. | Clasificación               |
| ---- | ---------------- | ---- | -- | -- | -- | -- | -- | -- | ---- | --------------------------- |
| 1    | Cruz Azul (C)    | 46   | 34 | 19 | 8  | 7  | 60 | 37 | +23  | Semifinales de la liguilla  |
| 2    | León             | 44   | 34 | 18 | 8  | 8  | 59 | 34 | +25  | Semifinales de la liguilla  |
| 3    | Atlas            | 44   | 34 | 18 | 8  | 8  | 63 | 38 | +25  | Semifinales de la liguilla  |
| 4    | América          | 42   | 34 | 13 | 16 | 5  | 52 | 33 | +19  |                             |
| 5    | Toluca           | 39   | 34 | 13 | 13 | 8  | 51 | 39 | +12  |                             |
| 6    | Atlético Español | 36   | 34 | 12 | 12 | 10 | 43 | 43 | 0    | Semifinales de la liguilla  |
| 7    | UNAM             | 35   | 34 | 14 | 7  | 13 | 37 | 32 | +5   |                             |
| 8    | Puebla           | 33   | 34 | 12 | 9  | 13 | 46 | 46 | 0    |                             |
| 9    | Guadalajara      | 32   | 34 | 10 | 12 | 12 | 38 | 39 | −1   |                             |
| 10   | Atlante          | 32   | 34 | 9  | 14 | 11 | 40 | 47 | −7   |                             |
| 11   | Monterrey        | 32   | 34 | 10 | 12 | 12 | 31 | 38 | −7   |                             |
| 12   | Veracruz         | 32   | 34 | 10 | 12 | 12 | 41 | 51 | −10  |                             |
| 13   | Jalisco          | 31   | 34 | 12 | 7  | 15 | 45 | 57 | −12  |                             |
| 14   | San Luis         | 29   | 34 | 9  | 11 | 14 | 49 | 57 | −8   |                             |
| 15   | Zacatepec        | 28   | 34 | 8  | 12 | 14 | 41 | 50 | −9   | Liguilla por el no descenso |
| 16   | Torreón          | 27   | 34 | 9  | 9  | 16 | 37 | 54 | −17  | Liguilla por el no descenso |
| 17   | Laguna           | 26   | 34 | 8  | 10 | 16 | 36 | 46 | −10  | Liguilla por el no descenso |
| 18   | Pachuca (D)      | 24   | 34 | 9  | 6  | 19 | 40 | 68 | −28  | Liguilla por el no descenso |

 Fuente: RSSSF

## Resultados
| Local \ Visitante | AME | ATT | ATS | AES | CAZ | GDL | JAL | LAG | LEO | MTY | PAC | PUE | SNL | TOL | TOR | UNM | VER | ZAC |
| ----------------- | --- | --- | --- | --- | --- | --- | --- | --- | --- | --- | --- | --- | --- | --- | --- | --- | --- | --- |
| América           | —   | 3–2 | 2–1 | 1–1 | 0–0 | 1–0 | 2–1 | 1–0 | 1–1 | 1–1 | 4–0 | 2–2 | 1–2 | 0–0 | 2–0 | 0–0 | 5–1 | 3–0 |
| Atlante           | 0–0 | —   | 1–1 | 1–1 | 1–0 | 2–0 | 2–1 | 0–0 | 0–2 | 2–2 | 1–1 | 2–2 | 5–2 | 2–2 | 2–2 | 1–2 | 2–0 | 2–1 |
| Atlas             | 3–1 | 3–2 | —   | 0–1 | 1–2 | 2–1 | 3–3 | 3–2 | 1–0 | 1–3 | 5–1 | 0–0 | 4–0 | 4–1 | 2–1 | 1–1 | 4–1 | 2–0 |
| Atlético Español  | 0–4 | 2–1 | 1–3 | —   | 2–3 | 0–0 | 0–2 | 2–1 | 0–0 | 0–0 | 4–4 | 2–3 | 1–0 | 0–0 | 3–0 | 2–0 | 1–1 | 2–1 |
| Cruz Azul         | 2–2 | 0–1 | 2–0 | 1–2 | —   | 3–1 | 1–0 | 2–1 | 1–1 | 3–1 | 2–1 | 3–2 | 4–0 | 2–4 | 1–0 | 2–1 | 3–0 | 1–1 |
| Guadalajara       | 0–0 | 0–0 | 1–0 | 1–1 | 1–3 | —   | 2–2 | 2–1 | 2–2 | 1–0 | 1–1 | 6–0 | 1–2 | 0–2 | 3–0 | 2–1 | 1–1 | 0–0 |
| Jalisco           | 3–2 | 2–0 | 0–4 | 2–1 | 0–2 | 1–2 | —   | 0–3 | 0–1 | 1–1 | 3–2 | 3–2 | 1–0 | 3–2 | 0–4 | 0–2 | 0–1 | 2–2 |
| Laguna            | 0–0 | 0–0 | 0–2 | 1–2 | 2–3 | 2–1 | 3–1 | —   | 0–1 | 0–0 | 0–0 | 2–0 | 2–1 | 2–1 | 2–0 | 1–1 | 0–3 | 0–2 |
| León              | 1–2 | 4–0 | 0–1 | 2–0 | 2–2 | 1–0 | 3–1 | 2–3 | —   | 2–1 | 3–0 | 2–0 | 1–0 | 3–2 | 2–0 | 1–0 | 6–1 | 5–3 |
| Monterrey         | 1–1 | 0–1 | 1–1 | 1–0 | 2–1 | 0–0 | 2–1 | 1–0 | 2–1 | —   | 1–0 | 3–2 | 1–1 | 2–2 | 2–1 | 0–2 | 0–0 | 1–0 |
| Pachuca           | 1–2 | 2–2 | 1–2 | 1–0 | 1–4 | 0–2 | 2–4 | 3–2 | 1–0 | 3–0 | —   | 2–1 | 1–1 | 3–1 | 3–0 | 0–1 | 1–1 | 2–1 |
| Puebla            | 3–2 | 0–1 | 0–0 | 2–3 | 2–1 | 4–2 | 0–1 | 2–1 | 1–0 | 1–0 | 3–0 | —   | 3–1 | 0–1 | 2–1 | 0–1 | 3–0 | 2–2 |
| San Luis          | 0–0 | 0–0 | 2–3 | 2–2 | 1–1 | 3–0 | 1–1 | 4–0 | 2–4 | 2–2 | 2–0 | 1–1 | —   | 2–2 | 2–0 | 3–0 | 1–2 | 4–1 |
| Toluca            | 2–2 | 2–1 | 1–1 | 2–2 | 0–0 | 0–0 | 0–0 | 1–0 | 1–1 | 1–0 | 3–0 | 2–0 | 1–0 | —   | 4–0 | 0–1 | 4–2 | 0–1 |
| Torreón           | 0–0 | 3–2 | 2–1 | 0–2 | 1–2 | 2–1 | 2–3 | 2–2 | 4–1 | 1–0 | 2–0 | 0–0 | 3–3 | 0–3 | —   | 2–1 | 0–0 | 1–0 |
| UNAM              | 1–2 | 2–0 | 1–1 | 1–0 | 1–0 | 0–0 | 1–2 | 2–2 | 0–2 | 3–0 | 0–2 | 3–0 | 1–2 | 0–1 | 2–2 | —   | 1–0 | 2–0 |
| Veracruz          | 3–2 | 1–1 | 1–0 | 1–2 | 1–1 | 1–2 | 1–1 | 1–1 | 1–1 | 1–0 | 1–0 | 0–1 | 6–1 | 4–2 | 0–0 | 1–0 | —   | 2–3 |
| Zacatepec         | 1–1 | 4–0 | 2–3 | 1–1 | 1–2 | 1–2 | 1–0 | 0–0 | 1–1 | 1–0 | 4–2 | 1–1 | 2–1 | 1–1 | 1–1 | 0–2 | 1–1 | —   |

## Goleo individual
Con 24 goles en la temporada regular, Enrique Borja consigue coronarse por tercera ocasión consecutiva como campeón de goleo.
|     | Jugador               | Club             | Goles |
| --- | --------------------- | ---------------- | ----- |
| 1.  | Enrique Borja         | América          | 24    |
| 2.  | Ricardo Chavarín      | Atlas            | 23    |
| 3.  | Horacio López Salgado | Cruz Azul        | 18    |
| 4.  | Amaury Da Silva       | Atlas            | 14    |
| 5.  | Cirilo Peralta        | Zacatepec        | 14    |
| 6.  | Carlos Reinoso        | América          | 14    |
| 7.  | Eladio Vera           | Cruz Azul        | 12    |
| 8.  | Jorge Davino          | León             | 12    |
| 9.  | Juan González         | Pachuca          | 12    |
| 10. | Roberto Salomone      | León             | 11    |
| 11. | Ricardo Brandon       | Atlético Español | 11    |
| 12. | Pedro Damián Álvarez  | Veracruz         | 11    |
| 13. | Uruguay Graffigna     | Pachuca          | 11    |

## Liguilla por el no descenso

### Zacatepec vs Laguna
| 27 de mayo de 1973 | Laguna      | 1:0 (0:0) | Zacatepec | Estadio San Isidro, Torreón    |                                |
|                    | Ramírez 56' |           |           | Árbitro(s): Domingo de la Mora | Árbitro(s): Domingo de la Mora |

| 3 de junio de 1973                                      | Zacatepec   | 1:0 (1:0) | Laguna | Estadio Agustín Coruco Díaz, Zacatepec de Hidalgo         |                                                           |
|                                                         | Estrada 31' |           |        | Asistencia: 9 000 espectadores Árbitro(s): Javier Galindo | Asistencia: 9 000 espectadores Árbitro(s): Javier Galindo |
| Empate en el global 1:1. Se juega partido de desempate. |             |           |        |                                                           |                                                           |

Partido de desempate
| 6 de junio de 1973                    | Zacatepec | 0:3 (0:2) | Laguna                                | Estadio Jalisco, Guadalajara        |                                     |
|                                       |           |           | Lostanau 3' · Reyes 43' · Ramírez 66' | Árbitro(s): Enrique Mendoza Guillén | Árbitro(s): Enrique Mendoza Guillén |
| Laguna permanece en Primera División. |           |           |                                       |                                     |                                     |

### Pachuca vs Torreón
| 3 de junio de 1973 | Torreón | 0:0 | Pachuca | Estadio Moctezuma, Torreón             |  |
|                    |         |     |         | Árbitro(s): Alfonso González Archundia |  |

| 10 de junio de 1973                               | Pachuca      | 1:3 (0:1) | Torreón                                  | Estadio Revolución Mexicana, Pachuca de Soto               |                                                            |
|                                                   | González 46' |           | Tarabini 28' · Estrada 73' · Cybeira 87' | Asistencia: 10 000 espectadores Árbitro(s): Javier Galindo | Asistencia: 10 000 espectadores Árbitro(s): Javier Galindo |
| Torreón permanece en Primera División. Global 1:3 |              |           |                                          |                                                            |                                                            |

### Pachuca vs Zacatepec
| 20 de junio de 1973 | Pachuca | 0:0 | Zacatepec | Estadio Azteca, Ciudad de México                                       |  |
|                     |         |     |           | Asistencia: 25 000 espectadores Árbitro(s): Alfonso González Archundia |  |

| 23 de junio de 1973                  | Pachuca | 0:1 (0:0) | Zacatepec   | Estadio Azteca, Ciudad de México |                            |
|                                      |         |           | Peralta 61' | Árbitro(s): Javier Galindo       | Árbitro(s): Javier Galindo |
| Pachuca desciende a Segunda División |         |           |             |                                  |                            |

## Liguilla
|  | Semifinales                                               | Semifinales                                               | Semifinales                                               | Semifinales                                               |   |                   | Final                                                                            | Final                                                                            | Final                                                                            | Final                                                                            | Final                                                                            |  |
|  | 26 de mayo de 1973 (ida) 3 y 12 de junio de 1973 (vuelta) | 26 de mayo de 1973 (ida) 3 y 12 de junio de 1973 (vuelta) | 26 de mayo de 1973 (ida) 3 y 12 de junio de 1973 (vuelta) | 26 de mayo de 1973 (ida) 3 y 12 de junio de 1973 (vuelta) |   |                   | 3 de junio de 1973 (ida) 17 de junio de 1973 (vuelta) 19 de junio de 1973 (des.) | 3 de junio de 1973 (ida) 17 de junio de 1973 (vuelta) 19 de junio de 1973 (des.) | 3 de junio de 1973 (ida) 17 de junio de 1973 (vuelta) 19 de junio de 1973 (des.) | 3 de junio de 1973 (ida) 17 de junio de 1973 (vuelta) 19 de junio de 1973 (des.) | 3 de junio de 1973 (ida) 17 de junio de 1973 (vuelta) 19 de junio de 1973 (des.) |  |
|  |                                                           |                                                           |                                                           |                                                           |   |                   |                                                                                  |                                                                                  |                                                                                  |                                                                                  |                                                                                  |  |
|  |                                                           |                                                           |                                                           |                                                           |   |                   |                                                                                  |                                                                                  |                                                                                  |                                                                                  |                                                                                  |  |
|  | Cruz Azul                                                 | 3                                                         | 1                                                         | 4                                                         |   |                   |                                                                                  |                                                                                  |                                                                                  |                                                                                  |                                                                                  |  |
|  | Cruz Azul                                                 | 3                                                         | 1                                                         | 4                                                         |   |                   |                                                                                  |                                                                                  |                                                                                  |                                                                                  |                                                                                  |  |
|  | Atlas                                                     | 2                                                         | 0                                                         | 2                                                         |   |                   |                                                                                  |                                                                                  |                                                                                  |                                                                                  |                                                                                  |  |
|  | Atlas                                                     | 2                                                         | 0                                                         | 2                                                         |   | Cruz Azul (t. s.) | 1                                                                                | 0                                                                                | 2                                                                                | 3                                                                                |                                                                                  |  |
|  |                                                           |                                                           |                                                           |                                                           |   | Cruz Azul (t. s.) | 1                                                                                | 0                                                                                | 2                                                                                | 3                                                                                |                                                                                  |  |
|  |                                                           |                                                           | León                                                      | 1                                                         | 0 | 1                 | 2                                                                                |                                                                                  |                                                                                  |                                                                                  |                                                                                  |  |
|  | León                                                      | 0                                                         | León                                                      | 1                                                         | 0 | 1                 | 2                                                                                | 3                                                                                | 3                                                                                |                                                                                  |                                                                                  |  |
|  | León                                                      | 0                                                         |                                                           |                                                           |   |                   |                                                                                  | 3                                                                                | 3                                                                                |                                                                                  |                                                                                  |  |
|  | Atlético Español                                          | 0                                                         | 3                                                         | 3                                                         |   |                   |                                                                                  |                                                                                  |                                                                                  |                                                                                  |                                                                                  |  |
|  | Atlético Español                                          | 0                                                         | 3                                                         | 3                                                         |   |                   |                                                                                  |                                                                                  |                                                                                  |                                                                                  |                                                                                  |  |
|  |                                                           |                                                           |                                                           |                                                           |   |                   |                                                                                  |                                                                                  |                                                                                  |                                                                                  |                                                                                  |  |

### Semifinales

#### Cruz Azul - Atlas
| 26 de mayo de 1973 | Atlas            | 2:3 (2:0) | Cruz Azul                                   | Estadio Jalisco, Guadalajara    |                                 |
|                    | Chavarín 8', 36' |           | Pulido 49' · López Salgado 57' · Muciño 85' | Árbitro(s): Mario Rubio Vázquez | Árbitro(s): Mario Rubio Vázquez |

| 3 de junio de 1973                                     | Cruz Azul         | 1:0 (1:0) | Atlas | Estadio Azteca, Ciudad de México   |                                    |
|                                                        | López Salgado 38' |           |       | Árbitro(s): Marco Antonio Dorantes | Árbitro(s): Marco Antonio Dorantes |
| Cruz Azul avanza a la Final por marcador global de 4:2 |                   |           |       |                                    |                                    |

#### León - Atlético Español
| 26 de mayo de 1973 | Atlético Español | 0:0 | León | Estadio Azteca, Ciudad de México |  |

| 3 de junio de 1973                                        | León                                    | 3:3 (1:1) | Atlético Español                  | Estadio León, León de Los Aldama |                             |
|                                                           | Salomone 25', 66' · Albrecht 52' (pen.) |           | Tabaré 2' · Boy 76' · Brandon 89' | Árbitro(s): Arturo Yamasaki      | Árbitro(s): Arturo Yamasaki |
| Empate en el global 3:3. Se celebra partido de desempate. |                                         |           |                                   |                                  |                             |

Partido de desempate
| 6 de junio de 1973 | León                                           | 1:1 (1:1) (5:4 p.)         | Atlético Español                              | Estadio Cuauhtémoc, Puebla de Zaragoza                                 |                                                                        |
|                    | Albrecht 36'                                   |                            | Boy 12'                                       | Asistencia: 25 000 espectadores Árbitro(s): Alfonso González Archundia | Asistencia: 25 000 espectadores Árbitro(s): Alfonso González Archundia |
|                    |                                                | Tiros desde el punto penal |                                               |                                                                        |                                                                        |
|                    | - Davino - Chávez - Salomone - Repetto - Gómez |                            | - Tabaré - Boy - Rosete - Brandon - Rodríguez |                                                                        |                                                                        |

### Final
| 12 de junio de 1973                                       | León                | 1:1 (0:1) | Cruz Azul  | Estadio León, León de Los Aldama                                |                                                                 |
|                                                           | Albrecht 80' (pen.) |           | Bustos 20' | Asistencia: 30 000 espectadores Árbitro(s): Mario Rubio Vázquez | Asistencia: 30 000 espectadores Árbitro(s): Mario Rubio Vázquez |
| Empate en el global 1:1. Se celebra partido de desempate. |                     |           |            |                                                                 |                                                                 |

|       | POR   | Darío Miranda        |     |
|       | DEF   | Arturo Razo          |     |
|       | DEF   | Héctor Santoyo       |     |
|       | DEF   | José Rafael Albrecht |     |
|       | DEF   | Carlos Gómez         |     |
|       | MED   | Rafael Rodríguez     | 70' |
|       | MED   | Luis Estrada         |     |
|       | MED   | Mario Ayala          |     |
|       | DEL   | José de Jesús Valdez |     |
|       | DEL   | Jorge Davino         |     |
|       | DEL   | Roberto Salomone     |     |
| D. T. | D. T. | José Gomes Nogueira  |     |

|       | POR   | Miguel Marín           |    |
|       | DEF   | Marco Antonio Ramírez  |    |
|       | DEF   | Javier Guzmán          |    |
|       | DEF   | Alberto Quintano       |    |
|       | DEF   | Pedro Velázquez        |    |
|       | MED   | Héctor Pulido          |    |
|       | MED   | Juan Manuel Alejándrez |    |
|       | MED   | Cesáreo Victorino      |    |
|       | DEL   | Fernando Bustos        |    |
|       | DEL   | Horacio López Salgado  | ?' |
|       | DEL   | Eladio Vera            |    |
| D. T. | D. T. | Raúl Cárdenas          |    |

|  | MED | Roberto Repetto | 70' |

|  | DEL | Alberto Gómez Franzutti | ?' |

| 80' (pen.) | José Rafael Albrecht | 1:1 |

| 20' | Fernando Bustos | 1:0 |

| Principal | Mario Rubio Vázquez |

|       | POR   | Darío Miranda        |     |
|       | DEF   | Arturo Razo          |     |
|       | DEF   | Héctor Santoyo       |     |
|       | DEF   | José Rafael Albrecht |     |
|       | DEF   | Carlos Gómez         |     |
|       | MED   | Rafael Rodríguez     | 70' |
|       | MED   | Luis Estrada         |     |
|       | MED   | Mario Ayala          |     |
|       | DEL   | José de Jesús Valdez |     |
|       | DEL   | Jorge Davino         |     |
|       | DEL   | Roberto Salomone     |     |
| D. T. | D. T. | José Gomes Nogueira  |     |

|       | POR   | Miguel Marín           |    |
|       | DEF   | Marco Antonio Ramírez  |    |
|       | DEF   | Javier Guzmán          |    |
|       | DEF   | Alberto Quintano       |    |
|       | DEF   | Pedro Velázquez        |    |
|       | MED   | Héctor Pulido          |    |
|       | MED   | Juan Manuel Alejándrez |    |
|       | MED   | Cesáreo Victorino      |    |
|       | DEL   | Fernando Bustos        |    |
|       | DEL   | Horacio López Salgado  | ?' |
|       | DEL   | Eladio Vera            |    |
| D. T. | D. T. | Raúl Cárdenas          |    |

|  | MED | Roberto Repetto | 70' |

|  | DEL | Alberto Gómez Franzutti | ?' |

| 80' (pen.) | José Rafael Albrecht | 1:1 |

| 20' | Fernando Bustos | 1:0 |

| Principal | Mario Rubio Vázquez |

|       | POR   | Darío Miranda        |     |
|       | DEF   | Arturo Razo          |     |
|       | DEF   | Héctor Santoyo       |     |
|       | DEF   | José Rafael Albrecht |     |
|       | DEF   | Carlos Gómez         |     |
|       | MED   | Rafael Rodríguez     | 70' |
|       | MED   | Luis Estrada         |     |
|       | MED   | Mario Ayala          |     |
|       | DEL   | José de Jesús Valdez |     |
|       | DEL   | Jorge Davino         |     |
|       | DEL   | Roberto Salomone     |     |
| D. T. | D. T. | José Gomes Nogueira  |     |

|       | POR   | Miguel Marín           |    |
|       | DEF   | Marco Antonio Ramírez  |    |
|       | DEF   | Javier Guzmán          |    |
|       | DEF   | Alberto Quintano       |    |
|       | DEF   | Pedro Velázquez        |    |
|       | MED   | Héctor Pulido          |    |
|       | MED   | Juan Manuel Alejándrez |    |
|       | MED   | Cesáreo Victorino      |    |
|       | DEL   | Fernando Bustos        |    |
|       | DEL   | Horacio López Salgado  | ?' |
|       | DEL   | Eladio Vera            |    |
| D. T. | D. T. | Raúl Cárdenas          |    |

|  | MED | Roberto Repetto | 70' |

|  | DEL | Alberto Gómez Franzutti | ?' |

| 80' (pen.) | José Rafael Albrecht | 1:1 |

| 20' | Fernando Bustos | 1:0 |

| Principal | Mario Rubio Vázquez |

|       | POR   | Darío Miranda        |     |
|       | DEF   | Arturo Razo          |     |
|       | DEF   | Héctor Santoyo       |     |
|       | DEF   | José Rafael Albrecht |     |
|       | DEF   | Carlos Gómez         |     |
|       | MED   | Rafael Rodríguez     | 70' |
|       | MED   | Luis Estrada         |     |
|       | MED   | Mario Ayala          |     |
|       | DEL   | José de Jesús Valdez |     |
|       | DEL   | Jorge Davino         |     |
|       | DEL   | Roberto Salomone     |     |
| D. T. | D. T. | José Gomes Nogueira  |     |

|       | POR   | Miguel Marín           |    |
|       | DEF   | Marco Antonio Ramírez  |    |
|       | DEF   | Javier Guzmán          |    |
|       | DEF   | Alberto Quintano       |    |
|       | DEF   | Pedro Velázquez        |    |
|       | MED   | Héctor Pulido          |    |
|       | MED   | Juan Manuel Alejándrez |    |
|       | MED   | Cesáreo Victorino      |    |
|       | DEL   | Fernando Bustos        |    |
|       | DEL   | Horacio López Salgado  | ?' |
|       | DEL   | Eladio Vera            |    |
| D. T. | D. T. | Raúl Cárdenas          |    |

|  | MED | Roberto Repetto | 70' |

|  | DEL | Alberto Gómez Franzutti | ?' |

| 80' (pen.) | José Rafael Albrecht | 1:1 |

| 20' | Fernando Bustos | 1:0 |

| Principal | Mario Rubio Vázquez |

| 17 de junio de 1973                                     | Cruz Azul | 0:0 | Leon | Estadio Azteca, Ciudad de México                            |  |
|                                                         |           |     |      | Asistencia: 100 000 espectadores Árbitro(s): Javier Galindo |  |
| Empate en el global 1:1. Se juega partido de desempate. |           |     |      |                                                             |  |

|       | POR   | Miguel Marín           |    |
|       | DEF   | Marco Antonio Ramírez  |    |
|       | DEF   | Javier Guzmán          |    |
|       | DEF   | Alberto Quintano       |    |
|       | DEF   | Pedro Velázquez        |    |
|       | MED   | Héctor Pulido          |    |
|       | MED   | Juan Manuel Alejándrez |    |
|       | MED   | Cesáreo Victorino      | ?' |
|       | DEL   | Fernando Bustos        |    |
|       | DEL   | Octavio Muciño         | ?' |
|       | DEL   | Eladio Vera            |    |
| D. T. | D. T. | Raúl Cárdenas          |    |

|       | POR   | Darío Miranda        | 28' |
|       | DEF   | Arturo Razo          |     |
|       | DEF   | Héctor Santoyo       |     |
|       | DEF   | José Rafael Albrecht |     |
|       | DEF   | Carlos Gómez         |     |
|       | MED   | Rafael Rodríguez     |     |
|       | MED   | Mario Ayala          |     |
|       | MED   | Luis Estrada         |     |
|       | DEL   | José de Jesús Valdez |     |
|       | DEL   | Jorge Davino         |     |
|       | DEL   | Roberto Salomone     |     |
| D. T. | D. T. | José Gomes Nogueira  |     |

|  | MED | Alberto Gómez Franzutti | ?' |
|  | DEL | Horacio López Salgado   | ?' |

|  | POR | Jorge Jaramillo | 28' |

| Principal  | Javier Galindo       |
| Asistentes | Marcel Pérez Guevara |
|            | Jorge Narváez        |

|       | POR   | Miguel Marín           |    |
|       | DEF   | Marco Antonio Ramírez  |    |
|       | DEF   | Javier Guzmán          |    |
|       | DEF   | Alberto Quintano       |    |
|       | DEF   | Pedro Velázquez        |    |
|       | MED   | Héctor Pulido          |    |
|       | MED   | Juan Manuel Alejándrez |    |
|       | MED   | Cesáreo Victorino      | ?' |
|       | DEL   | Fernando Bustos        |    |
|       | DEL   | Octavio Muciño         | ?' |
|       | DEL   | Eladio Vera            |    |
| D. T. | D. T. | Raúl Cárdenas          |    |

|       | POR   | Darío Miranda        | 28' |
|       | DEF   | Arturo Razo          |     |
|       | DEF   | Héctor Santoyo       |     |
|       | DEF   | José Rafael Albrecht |     |
|       | DEF   | Carlos Gómez         |     |
|       | MED   | Rafael Rodríguez     |     |
|       | MED   | Mario Ayala          |     |
|       | MED   | Luis Estrada         |     |
|       | DEL   | José de Jesús Valdez |     |
|       | DEL   | Jorge Davino         |     |
|       | DEL   | Roberto Salomone     |     |
| D. T. | D. T. | José Gomes Nogueira  |     |

|  | MED | Alberto Gómez Franzutti | ?' |
|  | DEL | Horacio López Salgado   | ?' |

|  | POR | Jorge Jaramillo | 28' |

| Principal  | Javier Galindo       |
| Asistentes | Marcel Pérez Guevara |
|            | Jorge Narváez        |

|       | POR   | Miguel Marín           |    |
|       | DEF   | Marco Antonio Ramírez  |    |
|       | DEF   | Javier Guzmán          |    |
|       | DEF   | Alberto Quintano       |    |
|       | DEF   | Pedro Velázquez        |    |
|       | MED   | Héctor Pulido          |    |
|       | MED   | Juan Manuel Alejándrez |    |
|       | MED   | Cesáreo Victorino      | ?' |
|       | DEL   | Fernando Bustos        |    |
|       | DEL   | Octavio Muciño         | ?' |
|       | DEL   | Eladio Vera            |    |
| D. T. | D. T. | Raúl Cárdenas          |    |

|       | POR   | Darío Miranda        | 28' |
|       | DEF   | Arturo Razo          |     |
|       | DEF   | Héctor Santoyo       |     |
|       | DEF   | José Rafael Albrecht |     |
|       | DEF   | Carlos Gómez         |     |
|       | MED   | Rafael Rodríguez     |     |
|       | MED   | Mario Ayala          |     |
|       | MED   | Luis Estrada         |     |
|       | DEL   | José de Jesús Valdez |     |
|       | DEL   | Jorge Davino         |     |
|       | DEL   | Roberto Salomone     |     |
| D. T. | D. T. | José Gomes Nogueira  |     |

|  | MED | Alberto Gómez Franzutti | ?' |
|  | DEL | Horacio López Salgado   | ?' |

|  | POR | Jorge Jaramillo | 28' |

| Principal  | Javier Galindo       |
| Asistentes | Marcel Pérez Guevara |
|            | Jorge Narváez        |

|       | POR   | Miguel Marín           |    |
|       | DEF   | Marco Antonio Ramírez  |    |
|       | DEF   | Javier Guzmán          |    |
|       | DEF   | Alberto Quintano       |    |
|       | DEF   | Pedro Velázquez        |    |
|       | MED   | Héctor Pulido          |    |
|       | MED   | Juan Manuel Alejándrez |    |
|       | MED   | Cesáreo Victorino      | ?' |
|       | DEL   | Fernando Bustos        |    |
|       | DEL   | Octavio Muciño         | ?' |
|       | DEL   | Eladio Vera            |    |
| D. T. | D. T. | Raúl Cárdenas          |    |

|       | POR   | Darío Miranda        | 28' |
|       | DEF   | Arturo Razo          |     |
|       | DEF   | Héctor Santoyo       |     |
|       | DEF   | José Rafael Albrecht |     |
|       | DEF   | Carlos Gómez         |     |
|       | MED   | Rafael Rodríguez     |     |
|       | MED   | Mario Ayala          |     |
|       | MED   | Luis Estrada         |     |
|       | DEL   | José de Jesús Valdez |     |
|       | DEL   | Jorge Davino         |     |
|       | DEL   | Roberto Salomone     |     |
| D. T. | D. T. | José Gomes Nogueira  |     |

|  | MED | Alberto Gómez Franzutti | ?' |
|  | DEL | Horacio López Salgado   | ?' |

|  | POR | Jorge Jaramillo | 28' |

| Principal  | Javier Galindo       |
| Asistentes | Marcel Pérez Guevara |
|            | Jorge Narváez        |

Partido de desempate
| 19 de junio de 1973                                    | Cruz Azul                       | 2:1 (1:1: 2:1) | Leon         | Estadio Cuauhtémoc, Puebla de Zaragoza                      |                                                             |
|                                                        | Guzmán 40' · Davino 112' (a.g.) |                | Salomone 26' | Asistencia: 35 000 espectadores Árbitro(s): Arturo Yamasaki | Asistencia: 35 000 espectadores Árbitro(s): Arturo Yamasaki |
| Cruz Azul campeón de la Temporada 1972-73. Global 3:2. |                                 |                |              |                                                             |                                                             |

|       | POR   | Miguel Marín           |     |
|       | DEF   | Marco Antonio Ramírez  | 40' |
|       | DEF   | Javier Guzmán          |     |
|       | DEF   | Alberto Quintano       |     |
|       | DEF   | Pedro Velázquez        |     |
|       | MED   | Cesáreo Victorino      |     |
|       | MED   | Héctor Pulido          |     |
|       | MED   | Juan Manuel Alejándrez |     |
|       | DEL   | Fernando Bustos        |     |
|       | DEL   | Octavio Muciño         |     |
|       | DEL   | Eladio Vera            | 76' |
| D. T. | D. T. | Raúl Cárdenas          |     |

|       | POR   | Jorge Jaramillo      |     |
|       | DEF   | Arturo Razo          |     |
|       | DEF   | Carlos Gómez         |     |
|       | DEF   | Rafael Albrecht      |     |
|       | DEF   | Martín A. Villanueva |     |
|       | MED   | Salvador Carrillo    | 80' |
|       | MED   | Luis Estrada         | 74' |
|       | MED   | Mario Ayala          |     |
|       | MED   | Rafael Rodríguez     |     |
|       | DEL   | José de Jesús Valdez | 66' |
|       | DEL   | Roberto Salomone     |     |
| D. T. | D. T. | José Gomes Nogueira  |     |

|  | MED | Ignacio Flores          | 40' |
|  | MED | Alberto Gómez Franzutti | 76' |

|  | DEL | Jorge Davino   | 66' |
|  | MED | Mario Cuevas   | 74' |
|  | DEF | Héctor Santoyo | 80' |

| 40' · 112' (a.g.) | Javier Guzmán Jorge Davino |  |

| 26' | Roberto Salomone |  |

| 118' | Héctor Pulido |

| 80' | Carlos Gómez |

| Principal  | Arturo Yamasaki            |
| Asistentes | Arturo Brizio Carter       |
|            | Alfonso González Archundia |

|       | POR   | Miguel Marín           |     |
|       | DEF   | Marco Antonio Ramírez  | 40' |
|       | DEF   | Javier Guzmán          |     |
|       | DEF   | Alberto Quintano       |     |
|       | DEF   | Pedro Velázquez        |     |
|       | MED   | Cesáreo Victorino      |     |
|       | MED   | Héctor Pulido          |     |
|       | MED   | Juan Manuel Alejándrez |     |
|       | DEL   | Fernando Bustos        |     |
|       | DEL   | Octavio Muciño         |     |
|       | DEL   | Eladio Vera            | 76' |
| D. T. | D. T. | Raúl Cárdenas          |     |

|       | POR   | Jorge Jaramillo      |     |
|       | DEF   | Arturo Razo          |     |
|       | DEF   | Carlos Gómez         |     |
|       | DEF   | Rafael Albrecht      |     |
|       | DEF   | Martín A. Villanueva |     |
|       | MED   | Salvador Carrillo    | 80' |
|       | MED   | Luis Estrada         | 74' |
|       | MED   | Mario Ayala          |     |
|       | MED   | Rafael Rodríguez     |     |
|       | DEL   | José de Jesús Valdez | 66' |
|       | DEL   | Roberto Salomone     |     |
| D. T. | D. T. | José Gomes Nogueira  |     |

|  | MED | Ignacio Flores          | 40' |
|  | MED | Alberto Gómez Franzutti | 76' |

|  | DEL | Jorge Davino   | 66' |
|  | MED | Mario Cuevas   | 74' |
|  | DEF | Héctor Santoyo | 80' |

| 40' · 112' (a.g.) | Javier Guzmán Jorge Davino |  |

| 26' | Roberto Salomone |  |

| 118' | Héctor Pulido |

| 80' | Carlos Gómez |

| Principal  | Arturo Yamasaki            |
| Asistentes | Arturo Brizio Carter       |
|            | Alfonso González Archundia |

|       | POR   | Miguel Marín           |     |
|       | DEF   | Marco Antonio Ramírez  | 40' |
|       | DEF   | Javier Guzmán          |     |
|       | DEF   | Alberto Quintano       |     |
|       | DEF   | Pedro Velázquez        |     |
|       | MED   | Cesáreo Victorino      |     |
|       | MED   | Héctor Pulido          |     |
|       | MED   | Juan Manuel Alejándrez |     |
|       | DEL   | Fernando Bustos        |     |
|       | DEL   | Octavio Muciño         |     |
|       | DEL   | Eladio Vera            | 76' |
| D. T. | D. T. | Raúl Cárdenas          |     |

|       | POR   | Jorge Jaramillo      |     |
|       | DEF   | Arturo Razo          |     |
|       | DEF   | Carlos Gómez         |     |
|       | DEF   | Rafael Albrecht      |     |
|       | DEF   | Martín A. Villanueva |     |
|       | MED   | Salvador Carrillo    | 80' |
|       | MED   | Luis Estrada         | 74' |
|       | MED   | Mario Ayala          |     |
|       | MED   | Rafael Rodríguez     |     |
|       | DEL   | José de Jesús Valdez | 66' |
|       | DEL   | Roberto Salomone     |     |
| D. T. | D. T. | José Gomes Nogueira  |     |

|  | MED | Ignacio Flores          | 40' |
|  | MED | Alberto Gómez Franzutti | 76' |

|  | DEL | Jorge Davino   | 66' |
|  | MED | Mario Cuevas   | 74' |
|  | DEF | Héctor Santoyo | 80' |

| 40' · 112' (a.g.) | Javier Guzmán Jorge Davino |  |

| 26' | Roberto Salomone |  |

| 118' | Héctor Pulido |

| 80' | Carlos Gómez |

| Principal  | Arturo Yamasaki            |
| Asistentes | Arturo Brizio Carter       |
|            | Alfonso González Archundia |

|       | POR   | Miguel Marín           |     |
|       | DEF   | Marco Antonio Ramírez  | 40' |
|       | DEF   | Javier Guzmán          |     |
|       | DEF   | Alberto Quintano       |     |
|       | DEF   | Pedro Velázquez        |     |
|       | MED   | Cesáreo Victorino      |     |
|       | MED   | Héctor Pulido          |     |
|       | MED   | Juan Manuel Alejándrez |     |
|       | DEL   | Fernando Bustos        |     |
|       | DEL   | Octavio Muciño         |     |
|       | DEL   | Eladio Vera            | 76' |
| D. T. | D. T. | Raúl Cárdenas          |     |

|       | POR   | Jorge Jaramillo      |     |
|       | DEF   | Arturo Razo          |     |
|       | DEF   | Carlos Gómez         |     |
|       | DEF   | Rafael Albrecht      |     |
|       | DEF   | Martín A. Villanueva |     |
|       | MED   | Salvador Carrillo    | 80' |
|       | MED   | Luis Estrada         | 74' |
|       | MED   | Mario Ayala          |     |
|       | MED   | Rafael Rodríguez     |     |
|       | DEL   | José de Jesús Valdez | 66' |
|       | DEL   | Roberto Salomone     |     |
| D. T. | D. T. | José Gomes Nogueira  |     |

|  | MED | Ignacio Flores          | 40' |
|  | MED | Alberto Gómez Franzutti | 76' |

|  | DEL | Jorge Davino   | 66' |
|  | MED | Mario Cuevas   | 74' |
|  | DEF | Héctor Santoyo | 80' |

| 40' · 112' (a.g.) | Javier Guzmán Jorge Davino |  |

| 26' | Roberto Salomone |  |

| 118' | Héctor Pulido |

| 80' | Carlos Gómez |

| Principal  | Arturo Yamasaki            |
| Asistentes | Arturo Brizio Carter       |
|            | Alfonso González Archundia |

| Campeón Primera División 1972-73 |
| -------------------------------- |
|                                  |
| Cruz Azul                        |
| 4.o título                       |